# Krill antarctique
Euphausia superba
Vous lisez un « bon article » labellisé en 2009.
Pour les articles homonymes, voir Krill.
Espèce
Statut de conservation UICN

 LC  : Préoccupation mineure
Le Krill antarctique (Euphausia superba) est une espèce de krill vivant dans les eaux de l'océan Austral. Les Krills antarctiques sont des invertébrés qui, comme les crevettes, vivent en grands groupes, appelés « essaims », atteignant parfois des densités de 10 000 à 30 000 individus par mètre cube.
Ils se nourrissent directement de phytoplancton, en utilisant la production primaire d'énergie que le phytoplancton tire initialement du Soleil afin de maintenir leur cycle de vie dans la zone pélagique. Ils atteignent une longueur de six centimètres, pèsent jusqu'à deux grammes et peuvent vivre jusqu'à six ans. C'est une espèce clé dans l'écosystème antarctique, base de l'alimentation pour de nombreux animaux comme les baleines ou les phoques et permettant l'exportation de carbone vers les fonds marins grâce à ses excréments. En termes de biomasse, une évaluation des années 1990 estimait qu'elle atteint environ 500 millions de tonnes, soit l'une des espèces les plus abondantes de la planète ; en 2009 cette estimation a été refaite, concluant à une biomasse plutôt comprise entre 300 millions et 500 millions de tonnes métriques, ce qui reste plus que la biomasse totale de tout autre animal sauvage multicellulaire sur notre planète.
Au début des années 2020, le krill est abondamment péché, et surtout utilisé comme aliment pour poissons d'élevage par  l'industrie mondiale de l'aquaculture, mais aussi pour produire de l'huile de krill qui entre notamment dans la composition de compléments alimentaires riches en oméga-3.

## Description

### Morphologie
Pour des articles plus généraux, voir Euphausiacea et Euphausia.
Tous les membres de l'ordre Euphausiacea sont des animaux ressemblant à des crevettes appartenant au super-ordre de crustacés Eucarida. Leurs thoracomères situés de part et d'autre de la carapace sont de faible longueur, ce qui rend les branchies du Krill antarctique visibles à l'œil humain. Les pattes ne comportent pas de pinces (péréiopodes), ce qui le différencie des crabes, homards et crevettes.
Le krill est un petit crustacé, semblable à une crevette, qui mesure environ quatre à sept centimètres de long pour un poids de deux grammes. Il possède cinq paires de pattes et deux grands yeux composés noirs. Son corps est presque transparent, pigmenté de petits points rouges. Son appareil digestif est visible par transparence, coloré en vert par une alimentation essentiellement composée de phytoplancton.

### Bioluminescence
Pour un article plus général, voir Bioluminescence.

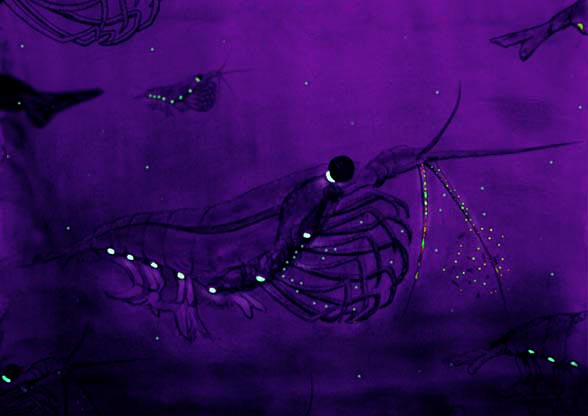
Aquarelle de krill bioluminescent.

Le krill peut émettre de la lumière par l'intermédiaire d'organes situés sur différentes parties de son corps : une paire d'organes près des yeux, une autre paire sur les côtés de la deuxième et septième pattes et un sur les quatre sternums. Ces organes émettent périodiquement une lumière jaune et verte, au maximum durant deux à trois secondes. Ils sont considérés comme étant très développés et leur principe peut se comparer à celui d'une lampe-torche : une surface concave à l'arrière de l'organe qui réfléchit la lumière et une lentille à l'avant du faisceau pour la guider, l'organe entier pouvant être orienté par le biais de muscles. La fonction de ces lumières n'est pas encore bien comprise et certains scientifiques supposent que cette bioluminescence joue un rôle dans la reproduction.
Les organes bioluminescents du krill contiennent plusieurs substances fluorescentes. Le principal élément qui les compose a un maximum de fluorescence à une excitation de 355 nanomètres (nm) et l'émission de 510 nm.

## Cycle de vie

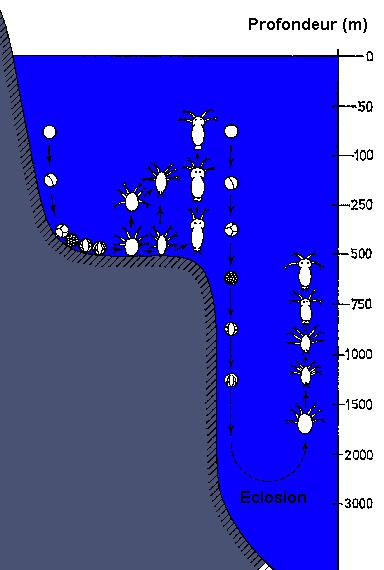
Les œufs sont pondus près de la surface, puis commencent à tomber vers le fond. Dans l'océan, cette chute peut durer jusqu'à 10 jours, le nauplius éclot alors à 3000 mètres de profondeur.

La principale saison de ponte du Krill antarctique s'étend de janvier à mars. La ponte peut avoir lieu tant au-dessus du plateau continental que dans la partie supérieure des eaux océaniques profondes. De la même manière que les autres espèces de l'ordre des Euphausiacea, le mâle attache un spermatophore, sac contenant du sperme, à l'ouverture génitale de la femelle. Pour cela, il utilisera son premier pléopode (patte sur l'abdomen) comme outil pour l'accouplement. Les femelles produisent entre 6 000 à 10 000 œufs quand elles mettent bas. Ceux-ci sont par la suite fertilisés à leur sortie de l'appareil génital de la femelle par le sperme libéré par le spermatophore qui avait été précédemment fixé par le mâle.
Si on se fie à l'hypothèse de Marr, provenant des résultats d'une expédition du RRS Discovery, le développement des œufs se fait comme suit : la gastrulation (développement de l'embryon dans les œufs) s'effectue pendant la descente des œufs, mesurant alors seulement 0,6 mm, jusqu'au fond océanique, à une profondeur de 700 à 2 000 mètres, suivant que la ponte a lieu au-dessus du plateau océanique ou pas. À partir de ce moment, les œufs éclosent et les premières larves nauplius commencent à migrer vers la surface de l'eau avec l'aide de leurs trois paires de pattes.
Durant les deux premiers stades de développement (nauplius et metanauplius), les larves ne s'alimentent pas encore et sont nourries par leur vitellus. Après trois semaines, les jeunes krills finissent leur ascension. Ils peuvent apparaître en très grand nombre — jusqu'à deux par litre dans une tranche d'eau de 60 mètres de profondeur à partir de la surface —. La croissance des larves suit différents stades de développement caractérisés par l'apparition de pattes additionnelles, des yeux et des setae (soies). À 15 mm de longueur, le krill adolescent ressemble beaucoup plus à l'adulte. Il atteindra la maturité et sa taille adulte vers l'âge de deux ou trois ans. On estime généralement l’espérance de vie du krill à cinq ans, mais il a été prouvé en captivité qu’il pouvait vivre jusqu’à 11 ans.

### Mue
Comme tous les crustacés, le krill doit toujours muer pour croître normalement. À peu près tous les 13 à 20 jours, les krills doivent changer leur exosquelette de chitine et sclérotine, laissant derrière eux l'exuvie.
Toutefois, les krills peuvent également développer un processus inverse et muer pour réduire leur taille. Ce phénomène est particulier à l'espèce. Il s'agit vraisemblablement d'une adaptation à la variation saisonnière de leurs ressources en nourriture, qui sont peu abondantes durant les mois d'hiver, sous la glace. La réduction de leur taille et l’utilisation des éléments excédentaires de leur propre corps sont suffisantes pour que les krills se maintiennent en vie durant la saison hivernale. On remarque que les yeux de l'animal ne vont pas diminuer de taille durant cette phase. La taille relative de l'œil par rapport au reste du corps est donc un indicateur du manque de nourriture.

## Alimentation

### Régime alimentaire

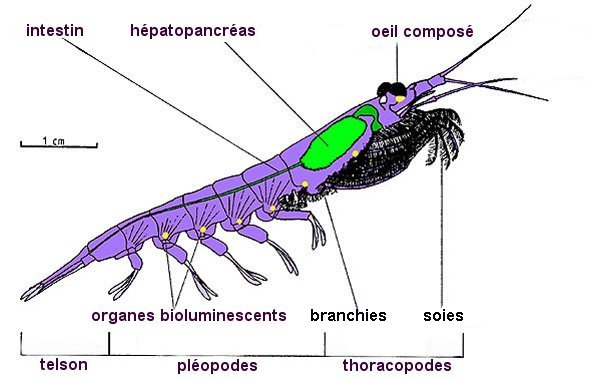
Anatomie du krill antarctique

Les intestins de E. superba apparaissent souvent verts à travers sa carapace transparente, conséquence du fait que l'espèce se nourrit principalement de phytoplancton, et plus particulièrement de très petites diatomées (20 micromètres), qu'elle récolte en filtrant l'eau grâce à un système complexe de filtration Le squelette externe siliceux des diatomées est détruit par le système digestif, puis l'intérieur est digéré dans l'hépatopancréas. Le krill peut également capturer et manger des copépodes, des amphipodes et d'autres petits éléments du zooplancton. Le tractus digestif forme un tube court, rectiligne ; son efficacité digestive n'est pas très forte, ce qui explique la grande quantité de carbone encore présente dans les fèces.

### Alimentation par filtration

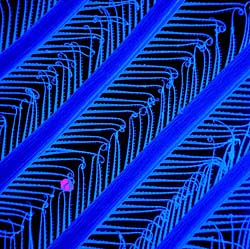
Détail de la structure de filtrage d'un krill antarctique (fausses couleurs). La particule colorée en mauve mesure 1 µm, soit les dimensions d'une bactérie.

Le Krill antarctique utilise directement de toutes petites cellules de phytoplancton, ce que nul autre animal de taille similaire ne peut faire. Cela lui est permis grâce à sa méthode de filtration, utilisant ses pattes antérieures très développées pour approvisionner son appareil de filtration. Celui-ci est composé par les six thoracopodes (pattes rattachées au thorax) qui collectent le phytoplancton dans l'eau de mer et l'amène à l'entrée du tractus digestif grâce à ses setae qui en couvrent la face intérieure. Dans sa partie la plus fine, cette structure de filtration a des ouvertures de seulement un micromètre.
Quand la concentration en nourriture est plus faible, le krill ouvre plus largement son système de filtration en parcourant des distances supérieures à 0,5 mètre.

### Zones d'alimentation

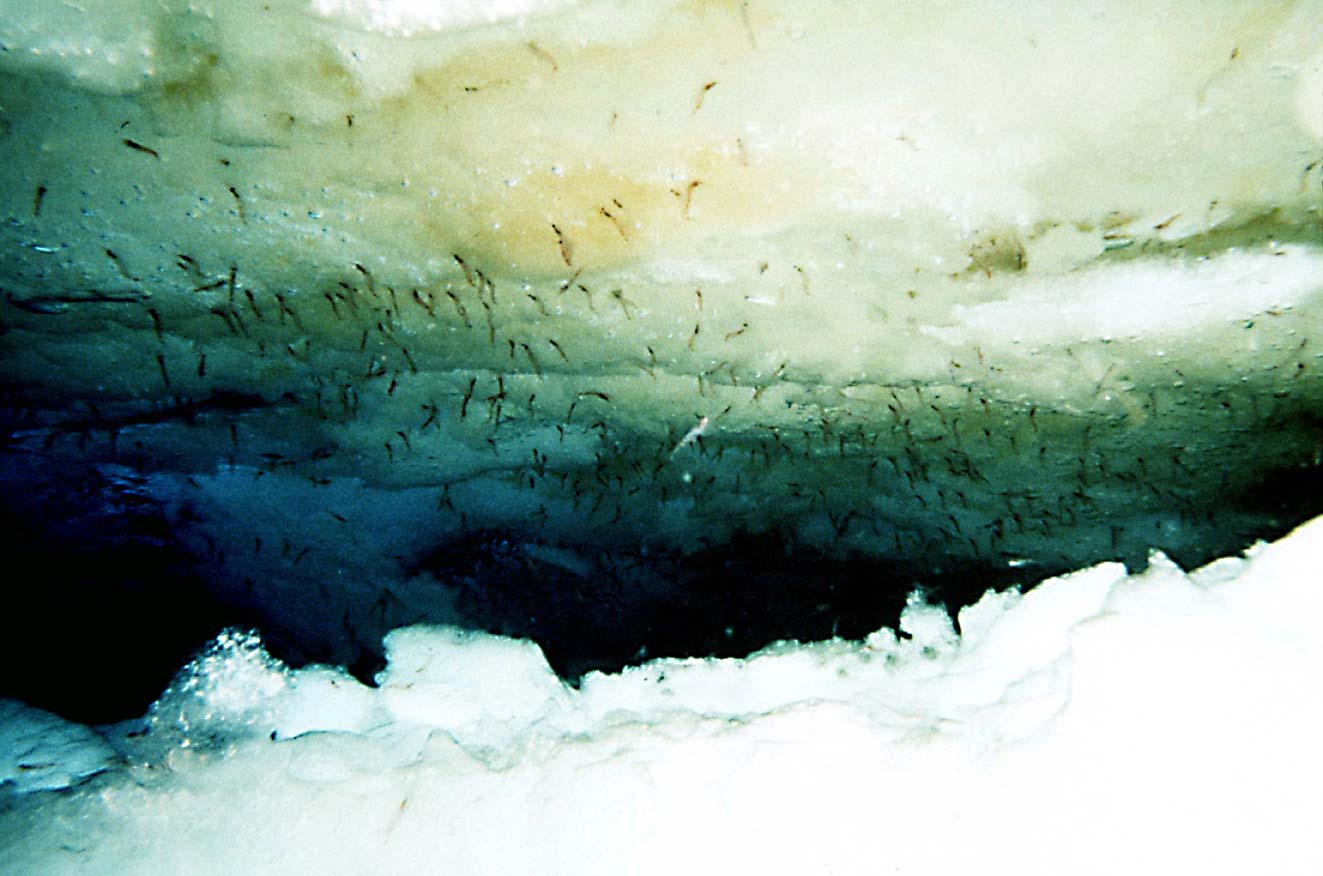
Sur cette image réalisée avec le système ROV, on voit des krills se nourrissant d'algues sous la banquise.

Le Krill antarctique peut parfois s'alimenter de la couche d'algues présente en dessous de la banquise,. Les krills peuvent nager la tête en bas sous la glace et collecter les algues présentes. Ils ont développé des mâchoires spéciales avec des setae en forme de râteaux à l'extrémité des thoracopodes, et broutent les algues en se déplaçant en zigzag. Un krill peut nettoyer une aire de 90 cm2 en 10 minutes. On sait depuis peu que le film d'algues sous la banquise est développé sur de vastes surfaces, et est parfois plus riche en carbone que toute la colonne d'eau au-dessous.

### Pompe biologique et séquestration du carbone
Pour un article plus général, voir Pompe biologique.

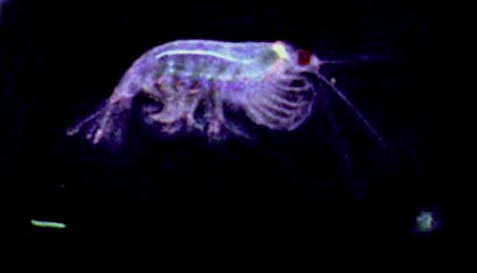
Image In situ prise avec un Ecoscope. Un agrégat de phytoplancton vert est visible en bas à droite de l'image, et des matières fécales en bas à gauche.

Le krill recrache fréquemment des agrégats de restes de phytoplancton, contenant des milliers de cellules collées entre elles. Il excrète aussi des excréments contenant toujours une quantité significative de carbone, ainsi que les coquilles siliceuses des diatomées. Ces éléments sont assez sont assez denses pour couler rapidement dans les abysses.
Ce processus de capture et de séquestration du carbone dans les profonseurs marines est connu sous le nom de pompe biologique. Étant donné que les eaux de l'Antarctique sont très profondes (entre 2 000 et 4 000 mètres de profondeur), les krills peut exporter de grandes quantités de carbone (c'est-à-dire du dioxyde de carbone CO2 fixé par les phytoplanctons) de la biosphère et de le séquestrer pour environ 1 000 ans,. Une estimation a conclu que le krill élimine environ 23 millions de tonnes de carbone par an, soit environ la quantité de carbone produite par 35 millions de voitures à moteur à combustion. Une autre étude a conclu à l'absorption d'environ 39 millions de t/an.
Lorsque le phytoplancton est consommé par d'autres membres de l'écosystème pélagique, la plupart du carbone ingéré reste dans la strate supérieure. On pense que ce processus est un des plus importants mécanismes de régulation de la planète, peut-être le principal, concernant des énormes biomasses. Des recherches plus poussées doivent être menées pour mieux connaître l'écosystème de l'océan Antarctique.

## Comportement

Quand il se sent menacé, le krill replie sa queue, d'où un mouvement de l'animal vers l'arrière.

Le krill est plus lourd que l'eau, et il doit, pour compenser ce désavantage, constamment fournir des efforts en agitant ses pattes pour se maintenir à flot. Il dépense ainsi 40 % de son énergie simplement pour ne pas couler au fond de l’eau.
Les krills se réunissent pour former des essaims qui peuvent parfois prendre des proportions importantes. Ainsi, des écho sondages menés à proximité du détroit de Gerlache ont détecté des bancs d'environ deux millions de tonnes s'étendant sur une surface de 450 km2. Ces bancs peuvent rester compacts plusieurs jours avant de se dissoudre. Ces essaims migrent au cours de la journée. La journée, ils restent en profondeur, évitant ainsi les prédateurs. Ils remontent près de la surface pendant la nuit. Des krills ont également pu être observés jusqu'à 3 000 mètres de profondeur.
Pour échapper à ses prédateurs, le krill a un réflexe de fuite que l'on retrouve chez de nombreux autres crustacés, nageant rapidement vers l'arrière en repliant et dépliant successivement leur telson. Le krill peut atteindre de cette manière une vitesse supérieure à 60 cm/s. Le temps de déclenchement de ce réflexe après observation visuelle d'un danger est de 55 ms.

## Répartition géographique

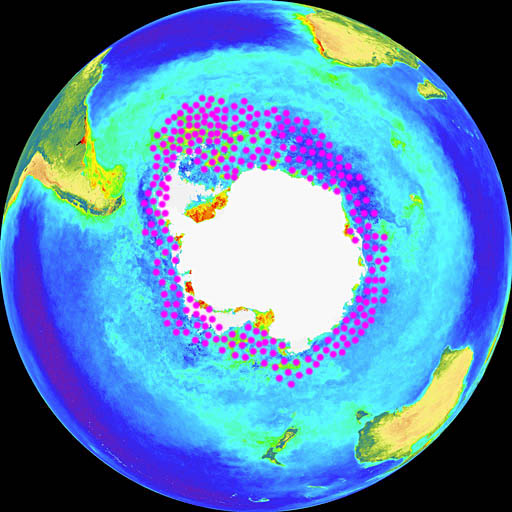
Répartition géographique du Krill antarctique. On remarque, d'après cette image SeaWIFS de la NASA, que les principales concentrations se trouvent dans la mer de Scotia.

On retrouve le Krill antarctique grouillant dans les eaux de surface de l'océan Austral. Il a une répartition circumpolaire, avec des concentrations plus élevées dans le secteur de l'océan Atlantique.
La limite septentrionale de l'océan Austral, avec ses secteurs atlantique, pacifique et indien, est définie plus ou moins en fonction de la convergence antarctique, un front circumpolaire antarctique où le froid des eaux de surface en dessous submerge les chaudes eaux subantarctiques. Ce front est situé à une latitude d'environ 55° Sud. De là au continent, l'océan Austral couvre 32 millions de kilomètres carrés, soit par comparaison 65 fois la taille de la mer du Nord. En hiver, plus des trois quarts de cette région se recouvrent de glace, alors que 24 millions de kilomètres carrés restent libres en été. La température de l'eau varie entre -1,3 et 3 °C.
Les eaux de l'océan Austral forment un système de courants. Chaque fois qu'il y a un courant circumpolaire antarctique, les couches de surface se déplacent autour de l'Antarctique en direction de l'est. Proche du continent, le courant côtier antarctique tourne dans le sens antihoraire. Entre les deux, de grands tourbillons se développent, par exemple, dans la mer de Weddell. Le krill dérive dans ces masses d'eau, établissant un seul et même groupe tout autour de l'Antarctique, avec les échanges de gènes sur l'ensemble de la zone. Actuellement, il y a peu d'informations précises sur les schémas de migration car un krill ne peut pas être suivi individuellement à cause de sa petite taille.

## Écologie

### Un maillon essentiel de la chaîne alimentaire en Antarctique
Le Krill antarctique est l'espèce clé de l'écosystème Antarctique, et constitue une importante source de nourriture pour les baleines, les phoques, les léopards de mer, les ours de mer, les phoques crabiers, les calmars, les poissons-antarctiques, les manchots, les albatros et d'autres espèces d'oiseaux. Les phoques crabiers ont même développé une dentition adaptée à cette source abondante de nourriture : ses dents à multiples lobes lui permettent de trier le krill de l'eau. Ce sont les phoques les plus abondants dans le monde, et leur alimentation se compose à 98 % de  E. superba. Ces phoques consomment plus de 63 millions de tonnes de krill chaque année. Les léopards de mer ont des dents similaires et le krill représente 45 % de leur alimentation. Au total, les phoques consomment 63–130 millions de tonnes de krill, les baleines 34–43 millions de tonnes, les oiseaux 15–20 millions de tonnes, les calmars 30–100 millions de tonnes, et les poissons 10–20 millions de tonnes, d'où une consommation annuelle de krill s'élevant à 152–313 millions de tonnes.

### Une biomasse importante
Le Krill antarctique forme une biomasse évaluée entre 125 et 725 millions de tonnes, faisant de E. superba l'espèce animale la plus importante sur Terre en termes de biomasse. On peut noter que parmi l'ensemble des espèces animales visibles à l'œil nu, certains considèrent que ce sont les fourmis qui constituent la plus grosse biomasse au monde, et d'autres qu'il s'agit des copépodes. Toutefois, dans les deux cas, on ne parle pas d'une espèce mais de centaines d'espèces différentes rassemblées. Pour mieux apprécier l'importance de la biomasse du krill, on peut noter que la production de l'ensemble des poissons, coquillages, céphalopodes et planctons du monde est de 100 millions de tonnes par an quand celle de Krill antarctique est estimée à entre 13 millions et plusieurs milliards de tonnes par an.
Cette impressionnante quantité de biomasse est rendue possible par la richesse en plancton des eaux australes, qui en sont peut-être les mieux pourvues au monde. L'océan est empli de phytoplancton ; quand l'eau remonte des profondeurs vers la surface bien éclairée, elle remonte des nutriments de tous les fonds océaniques du monde dans la zone photique où ils sont à nouveau disponibles pour les organismes vivants.
Cette production primaire - l'utilisation de la lumière pour synthétiser de la biomasse organique, base de la chaîne alimentaire - permet une fixation de carbone de un à deux g/m² dans l'océan. À proximité de la glace cette valeur peut atteindre 30 à 50 g/m2. Ces valeurs ne sont pas incroyablement hautes, en comparaison d'aires de production comme la mer du Nord ou les zones de remontée d'eau, mais cela concerne une surface énorme, même en comparaison d'autres zones de forte production primaire comme la forêt tropicale. De plus, durant l'été austral, il y a de nombreuses heures de lumière pour activer le processus. Tout cela fait du plancton et du krill des pièces maîtresses dans l'écosystème planétaire.

### Déclin actuel

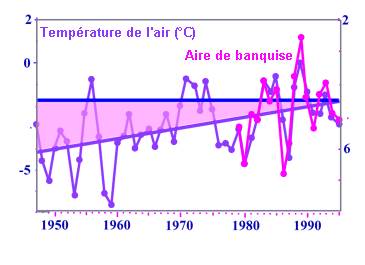
D'après des données compilées par Loeb 1997 — Ce graphique met en relation l'augmentation de la température et la surface de banquise. La ligne horizontale représente la température à laquelle l'eau gèle et la ligne oblique la température moyenne, qui a atteint la température de gel en 1995.

Il est à craindre que l'ensemble de la biomasse du Krill antarctique ait diminué rapidement au cours des dernières décennies. Certains scientifiques estiment cette chute d'effectif à au moins 80 % pour les 30 dernières années.
Une des causes potentielles de la diminution des populations est la réduction de la surface de banquise due au réchauffement climatique. Le graphique de droite illustre la hausse des températures de l'océan Austral et la perte de la banquise (sur une échelle inversée) au cours des 40 dernières années. Le Krill antarctique, en particulier dans les premiers stades de développement, semble avoir besoin des structures de la banquise afin d'avoir une chance de survie. Ainsi, lorsqu'il se sent menacé, le krill se réfugie dans la banquise comme dans une grotte pour échapper à ses prédateurs. Avec la diminution de la banquise, le krill cède sa place aux salpes, des créatures de forme cylindrique qui se nourrissent également en filtrant l'eau et collectant du plancton. Le réchauffement de eaux de la péninsule antarctique et de la mer de Scotia induit une diminution de la biomasse de krill dans ces régions ; et le centre de cette population s'est déplacé vers le sud", notait en aout 2022 Kim Bernard, expert en écologie marine à l'Université de l'Oregon, à Mongabay par e-mail alors que stationné dans la péninsule antarctique.
Pour un article plus général, voir Acidification des océans.
Un autre défi pour le krill antarctique, ainsi que pour de nombreux organismes calcifiés (coraux, bivalves, escargots, etc.) est l'acidification des océans, causée par une augmentation des niveaux de dioxyde de carbone. L'exosquelette du krill contient du carbonate, susceptible de dissolution en milieu acide. Au début du XXIe siècle, peu de choses sont connues sur les effets que l'acidification des océans pourrait avoir sur le krill, mais les scientifiques craignent que cela influe considérablement sur sa répartition, son abondance et sa survie,.
Un autre problème est celui de la surpêche du krill dans certaines zones, en particulier à la pointe de la péninsule antarctique, connue comme lieu de frai du krill ; surexploiter le krill dans une zone de frai pourrait avoir des effets négatifs pour le krill et les espèces qui en dépendent dans une zone plus vaste de l'Antarctique. De plus cette péninsule est l'une des régions qui se réchauffent le plus rapidement dans le monde. (le sujet de la pêche/surpêche est abordé ci-dessous).

## Utilisation humaine

### Pêche

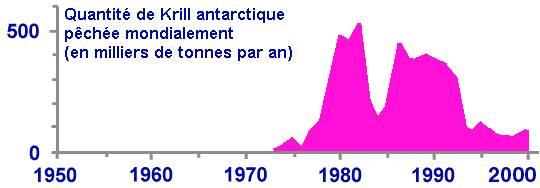
Graphique représentant la capture mondiale annuelle de E. superba, à partir de données de la ONUAA data.

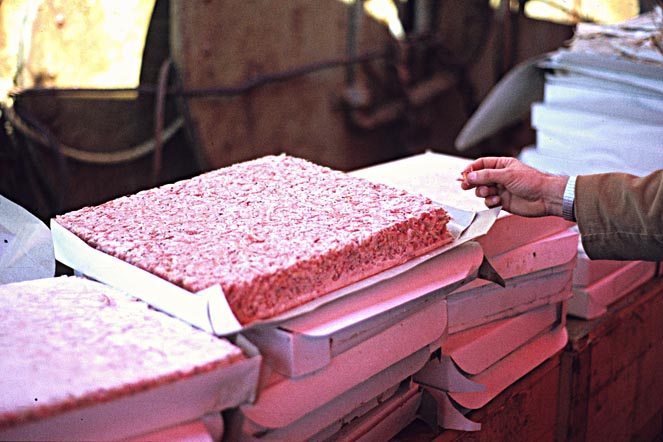
Carrés de « viande » de krill antarctique pour la consommation.

Dans les années 1960, on considérait encore que le krill antarctique est une ressource illimitée. Sa haute teneur en protéines et vitamines le rend intéressant tant pour l'alimentation humaine que pour l'alimentation animale. Sa grande concentration et son abondance ont tout d’abord intéressé la Russie, une des premières nations à pratiquer cette pêche qui a du résoudre quelques difficultés techniques. Tout d'abord, le filet utilisé pour pêcher le krill a une maille fine qui génère une importante force de traînée, qui tend à écarter l'eau et les krills sur les côtés. Les mailles fines s'encrassaient assez rapidement, et sont assez fragiles, faisant que les premiers filets conçus se déchiraient lorsqu'ils rencontraient un banc de krill. La remontée du krill à bord du bateau est un autre problème. Quand le filet plein est sorti de l'eau, les organismes y sont compressés les uns contre les autres, d'où une perte importante de liquide des krills. Au début du XXIe siècle, on teste le pompage du krill alors qu'il est encore dans l'eau via un large tuyau, et des filets plus adaptés sont en développement. Après sa sortie de l'eau, les enzymes puissantes du krill commencent à dégrader ses protéines, ce qui oblige à un traitement rapide du crustacé fraîchement pêché ; et il est nécessaire d'ôter sa carapace chitineuse riche en fluorures (composés toxiques pour l'homme, présent dans le krill à des teneurs de 1330 à 2400 mg F−/kg de poids sec sans gras dans des échantillons crus, alors que la crevette Pandalus borealis en renferme de 18 à 91, et le copépode (Calanus finmarchicus) de 10 à 37 mg F−/kg ; sachant que le muscle du krill, cru ou bouilli, en contient déjà de 570 à 750 mg F−/kg sous une forme très biodisponible). Cette opération est assez délicate à cause de la taille et de la fragilité de l'animal. Ces difficultés engendrent un coût qui a fait que la pêche du Krill antarctique s'est développée moins vite que certains le laissaient présager, mais assez pour de venir préoccupante pour le climat et les écosystèmes antarctiques dans le contexte des changements globaux.
Cette pêche s’est développée à partir des années 1970, quand l’huile de krill a commencé à remplacer l’huile de baleine. Après un pic au tout début des années 1980, elle a ralenti dans les années 1980, notamment car on ne savait pas comment éliminer à coût raisonnable les fluorures toxiques de leur exosquelette pour en faire des aliments comestibles par l'Homme. Au même moment, la perspective d’une pêche à très large échelle du krill, élément essentiel de l’écosystème antarctique, commençait aussi à inquiéter certains scientifiques.
En 1981 une Convention sur la conservation des ressources marines vivant en Antarctique, est créée pour protéger l’écosystème antarctique d’une pêche excessive du krill. Mais il faut encore attendre 10 ans pour voir apparaitre de premières mesures de gestion de cette pêche, quand la convention sur la conservation de la faune et la flore marines de l'Antarctique (CCAMLR), créée pour faire appliquer la convention, établit une limite de pêche à 1,5 million de tonnes de krill par an dans l’Atlantique sud. Ce chiffre n’a jamais été atteint, l’exploitation du krill ne s’étant jamais vraiment développée. En 2006, les principales nations pêcheuses sont la Corée du Sud, la Norvège, le Japon, la Russie, l’Ukraine et la Pologne. La « zone 48 » est le nom d'un point chaud, qui est aussi une pépinière de krill et une zone importante de nourrissage de prédateurs du krill. Situé à la pointe de la péninsule antarctique, cette zone abriterait environ 60 millions de t de krill. Dans les années 2000-2022, elle est surexploitée par une douzaine de navires de pêche industrielle, chaque année. En 2007, ces navires y ont capturé environ 104 728 de krill, passé à 450 781 t en 2020.

En 2010, la CCAMLR limite les captures à 5,61 millions de tonnes dans quatre sous-sections de la zone 48 où la pêche industrielle du krill se concentre, précisant que cette pêche cessera dans ces zones si la prise totale combinée atteint un « seuil de déclenchement » (établi à 620 000 t/an).
En juillet 2018, cinq grandes entreprises de pêche sont convenues de suspendre leurs opérations de pêche au krill le long de la péninsule Antarctique.
En 2022, Malgré les rapports du Giec et d'ONG sur la non-soutenabilité de la pêche au krill telle qu'elle pratiquée, cinq des plus grands éleveurs européenns de saumon (Bakkafrost, Cermaq, Grieg Seafood, Lerøy Seafood et Norway Royal Salmon) achètent encore de la farine de krill pour au moins une part de leur production ;  et de grands groupes (américains, asiatiques et européens) achètent du krill pour produire des compléments alimentaires. Et de grandes enseignes européennes (Auchan, Carrefour, Intermarché, Leclerc, Dia, Aldi, Lidl Marks & Spencer, Sainsbury's ou Tesco) vendent encore couramment des produits à base de saumon élevé au krill. En 2022, la Commission pour la conservation de la faune et de la flore marines de l'Antarctique (CCAMLR) n'à toujours pas réussi à créer des aires marines protégées ni à adapter aux changements globaux son règlement de la pêche au Krill en Antarctique. En aout, La fondation Changing Markets publie un rapport d'enquête sur les chaînes d'approvisionnement, intitulé « Krill, baby, krill : les sociétés profitant du pillage de l'Antarctique », appellant à un moratoire immédiat sur la pêche au krill en Antarctique. « En pleine crise du climat et de la biodiversité, il est insensé de permettre à cette industrie intrinsèquement destructrice de profiter du pillage de l'Antarctique, et encore moins de la certifier comme durable », commente Claire Nouvian, fondatrice d'une autre ONG, l'association BLOOM,.

### Visions futures et ingénierie océanique

Animation de la tête d'un krill antarctique.

Malgré le manque de connaissances disponibles sur l'ensemble de l'écosystème antarctique, des expériences à grande échelle impliquant le Krill antarctique sont déjà réalisées pour accroître la séquestration du dioxyde de carbone : dans de vastes zones de l'océan Austral, il y a beaucoup d'éléments nutritifs, mais le phytoplancton ne pousse pas bien. Ces zones sont appelées HNLC (High-Nutrient, low-chlorophyll (en), teneur élevée en nutriments mais faible teneur en carbone). Ce phénomène est appelé le « paradoxe de l'Antarctique » et se produirait parce que le fer est absent de la zone. De petites injections de fer à partir de navires océanographiques déclenchent une très grande chaîne, couvrant de nombreux kilomètres. L'espoir est que ces grandes manœuvres puissent « tirer » vers le fond de l'océan le dioxyde de carbone compensant l'utilisation de combustibles fossiles. Le Krill antarctique est l'acteur clé dans ce processus car il collecte le plancton dont les cellules fixent le dioxyde de carbone et le convertit en substance carbonée coulant rapidement sur le fond océanique, par l'intermédiaire de ses déjections.

### L'huile de krill
Une huile est extraite du krill pour son intérêt en tant que complément alimentaire utile pour la santé. Car c'est certainement l’une des meilleures sources d’oméga-3 DHA, EPA, de phospholipides et d'antioxydants (l’astaxanthine et des bioflavonoïdes). C’est un complément naturel et complet qui contribue à une bonne santé du cœur, du cerveau, des yeux, de la peau et des articulations.